# Patrik Šorm
Patrik Šorm (* 21. November 1993 in Prag) ist ein tschechischer Leichtathlet, der sich auf den Sprint fokussiert und sich auf den 400-Meter-Lauf spezialisiert hat. 2023 gewann er mit der tschechischen Mixed-Staffel die Bronzemedaille bei den Weltmeisterschaften in Budapest.

## Sportliche Laufbahn
Erste internationale Erfahrungen sammelte Patrik Šorm im Jahr 2011, als er bei den Junioreneuropameisterschaften in Tallinn mit der tschechischen 4-mal-400-Meter-Staffel in 3:10,20 min den fünften Platz belegte. 2013 belegte er bei den U23-Europameisterschaften in Tampere in 3:05,82 min den sechsten Platz mit der Staffel und 2014 schied er bei den Europameisterschaften in Zürich im 400-Meter-Lauf mit 46,35 s in der ersten Runde aus und belegte mit der Staffel in 3:04,56 min den siebten Platz. Im Jahr darauf erreichte er bei den Halleneuropameisterschaften in Prag das Halbfinale über 400 Meter, in dem er mit 47,70 s ausschied, während er mit der Staffel in 3:04,09 min gemeinsam mit Daniel Němeček, Jan Tesař und Pavel Maslák die Bronzemedaille mit der Staffel hinter den Teams aus Belgien und Polen gewann. Im Juli klassierte er sich bei den U23-Europameisterschaften in Tallinn in 46,60 s auf dem sechsten Platz über 400 Meter und wurde mit der Staffel in 3:07,27 min Vierter. Auch bei den Europameisterschaften 2016 in Amsterdam wurde er nach 3:03,86 min Vierter im Staffelbewerb. Im Jahr darauf scheiterte er bei den Halleneuropameisterschaften in Belgrad mit 47,50 s im Vorlauf über 400 Meter und gewann mit der Staffel in 3:08,60 min gemeinsam mit Jan Tesař, Jan Kubista und Pavel Maslák erneut die Bronzemedaille, diesmal hinter Polen und Belgien. Anschließend wurde er bei den World Relays in Nassau in 3:08,17 min Vierter im B-Finale und bei den Leichtathletik-Hallenweltmeisterschaften 2018 in Birmingham schied er im Einzelbewerb mit 47,04 s im Halbfinale aus und klassierte sich mit der Staffel in 3:04,87 min auf dem fünften Platz. Im August schied er bei den Europameisterschaften in Berlin mit 46,52 s in der ersten Runde über 400 Meter aus und platzierte sich mit der Staffel nach 3:03,00 min auf Rang sieben.
2019 verpasste er bei den Weltmeisterschaften in Doha mit der Männerstaffel mit 3:02,97 min den Finaleinzug und auch in der Mixed-Staffel schied er nach 3:18,01 min im Vorlauf aus. 2021 erreichte er bei den Halleneuropameisterschaften in Toruń das Halbfinale über 400 Meter, in dem er mit 47,69 s ausschied, während er mit der Staffel in 3:06,54 min gemeinsam mit Vít Müller, Pavel Maslák und Michal Desenský die Silbermedaille hinter dem Team aus den Niederlanden gewann. Anfang Mai verpasste er bei den World Athletics Relays im polnischen Chorzów mit 3:05,11 min den Finaleinzug in der 4-mal-400-Meter-Staffel. Im August nahm er mit der Staffel an den Olympischen Sommerspielen in Tokio teil, verpasste dort aber mit 3:03,61 min den Finaleinzug. Im Jahr darauf belegte er bei den Hallenweltmeisterschaften in Belgrad in 46,81 s den fünften Platz über 400 Meter und auch im Staffelbewerb gelangte er mit 3:07,98 min auf Rang fünf. Im Juni siegte er in 45,78 s beim Kladno hází a Kladenské Memoriály und schied anschließend bei den Weltmeisterschaften in Eugene mit 46,07 s in der ersten Runde aus und gelangte mit der Staffel mit 3:01,63 min im Finale auf Rang acht. Daraufhin schied er bei den Europameisterschaften in München mit 45,66 s im Halbfinale über 400 Meter aus und wurde im Staffelbewerb in 3:01,82 min Sechster.
2023 verpasste er bei den Weltmeisterschaften in Budapest mit der 4-mal-400-Meter-Staffel mit 3:00,99 min den Finaleinzug und gewann in der Mixed-Staffel mit neuem Landesrekord von 3:11,98 min gemeinsam mit Matěj Krsek, Tereza Petržilková und Lada Vondrová die Bronzemedaille hinter den Teams aus den Vereinigten Staaten und dem Vereinigten Königreich. Im Jahr darauf kam er bei den Hallenweltmeisterschaften in Glasgow mit der Männerstaffel im Vorlauf nicht ins Ziel. Im Mai verpasste er bei den World Athletics Relays in Nassau den Finaleinzug in der Mixed-Staffel und verpasste auch mit der Männerstaffel die Direktqualifikation für die Olympischen Spiele in Paris. Anschließend schied er bei den Europameisterschaften in Rom mit 46,40 s im Vorlauf über 400 Meter aus und verpasste mit der Staffel mit 3:06,70 min den Finaleinzug.
In den Jahren 2016, 2017 und 2019 wurde Šorm tschechischer Meister im 400-Meter-Lauf im Freien sowie 2022 in der Halle. 2020 wurde er auch Hallenmeister in der 4-mal-200-Meter-Staffel.

## Persönliche Bestzeiten
- 200 Meter: 20,98 s (−1,2 m/s), 4. September 2022 in Cheb
  - 200 Meter (Halle): 21,15 s, 18. Februar 2018 in Prag
- 300 Meter: 32,49 s, 18. August 2021 in Ústí nad Orlicí
  - 300 Meter (Halle): 33,26 s, 24. Februar 2022 in Ostrava
- 400 Meter: 45,41 s, 14. September 2021 in Zagreb
  - 400 Meter (Halle): 46,25 s, 12. Februar 2022 in Prag